# Mémorial du mont Cer
Le mémorial du mont Cer (en serbe cyrillique : Спомен костурница на Церу ; en serbe latin : Spomen kosturnica na Ceru) est situé à Tekeriš près de Loznica, en Serbie. Il est lié au souvenir des soldats tués au cours de la bataille du Cer (1914). Constitué d'un mausolée et d'un ossuaire, il est inscrit sur la liste des sites mémoriels d'importance exceptionnelle de la république de Serbie.

## Présentation
Au cours de la Première Guerre mondiale, en 1914, le mont Cer fut le théâtre de violents combats entre les troupes de l'empire d'Autriche-Hongrie et celles du royaume de Serbie. La bataille décisive, qui fut une victoire serbe, eut lieu à Tekeriš, un village situé sur les pentes sud-est du mont, entre le 15 et le 19 août 1914. 16 304 Serbes et 25 000 furent blessés ou tués.

## Site
Le monument et ossuaire, situé au centre du village de Tekeriš, a été inauguré le 28 juin 1928. Y sont enterrés 3 500 soldats serbes, ainsi que des Tchèques du 28e régiment de Prague, qui s'étaient ralliés aux Serbes en chantant le célèbre hymne des peuples slaves Hej Sloveni (« Hé, les Slaves ! ») et avaient été tués par les Autrichiens.

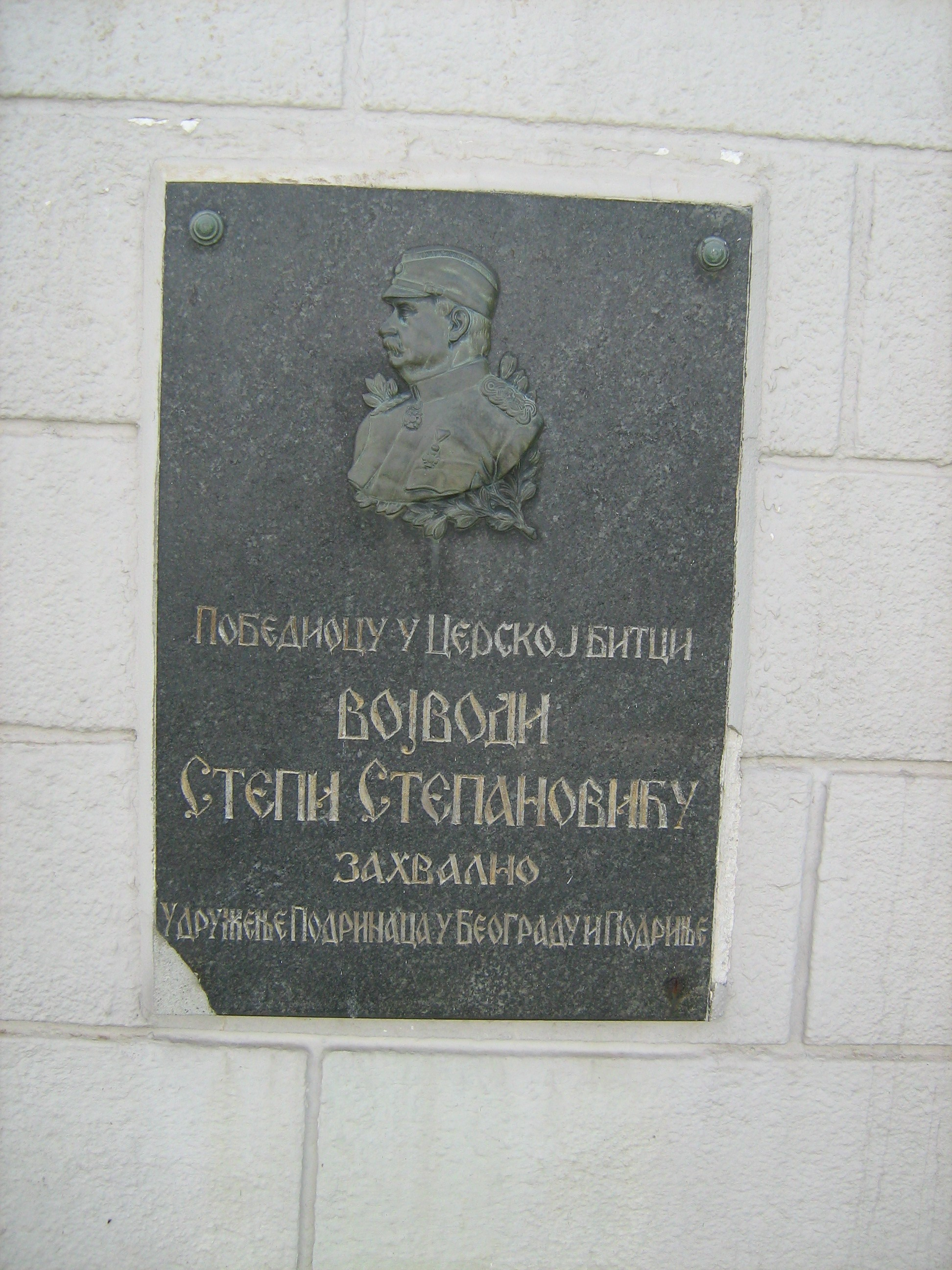
Plaque commémorative de Stepa Stepanović

Les corps reposent sous un mausolée qui se présente sous l'un forme d'un rocher haut de 10 m, surmonté d'un aigle en bronze aux ailes déployées qui tient dans son bec une couronne de laurier. L'avant du monument, du côté de l'ouest, prend la forme d'une pyramide sur laquelle est incrusté un écu orné d'une croix serbe avec quatre briquets ou C placés dans les quadrants et adossés deux à deux, symbole national, religieux et ethnique des Serbes et de la Serbie ; selon la tradition les C signifieraient Само Слога Србина Спасава, « Seule l'unité sauve la Serbie ». L'écu est lui-même surmonté d'une couronne et encadré de la date 18 août 1914. Sous le bouclier figure le texte cyrillique suivant : « ВАША ДЕЛА СУ БЕСМРТНА », « Vos actions sont immortelles ». Sur la base du monument se trouvent sept plaques commémoratives, ainsi que des portraits des voïvodes Radomir Putnik et Stepa Stepanović. L'ensemble du monument a été conçu par l'architecte Bojić. 
Au nord de l'ossuaire se trouve une ancienne chapelle dans laquelle, après la Seconde Guerre mondiale, le musée national de Šabac a installé une exposition permanente consacrée à la bataille du Cer ; près de l'entrée du musée ont été érigés des bustes de Radomir Putnik, Stepa Stepanović, Živojin Mišić et Petar Bojović. À l'entrée de l'ensemble mémoriel, une fontaine commémorative en pierre a été édifiée, avec des bancs et un portrait en porcelaine représentant le voïvode Stepa Stepanović.

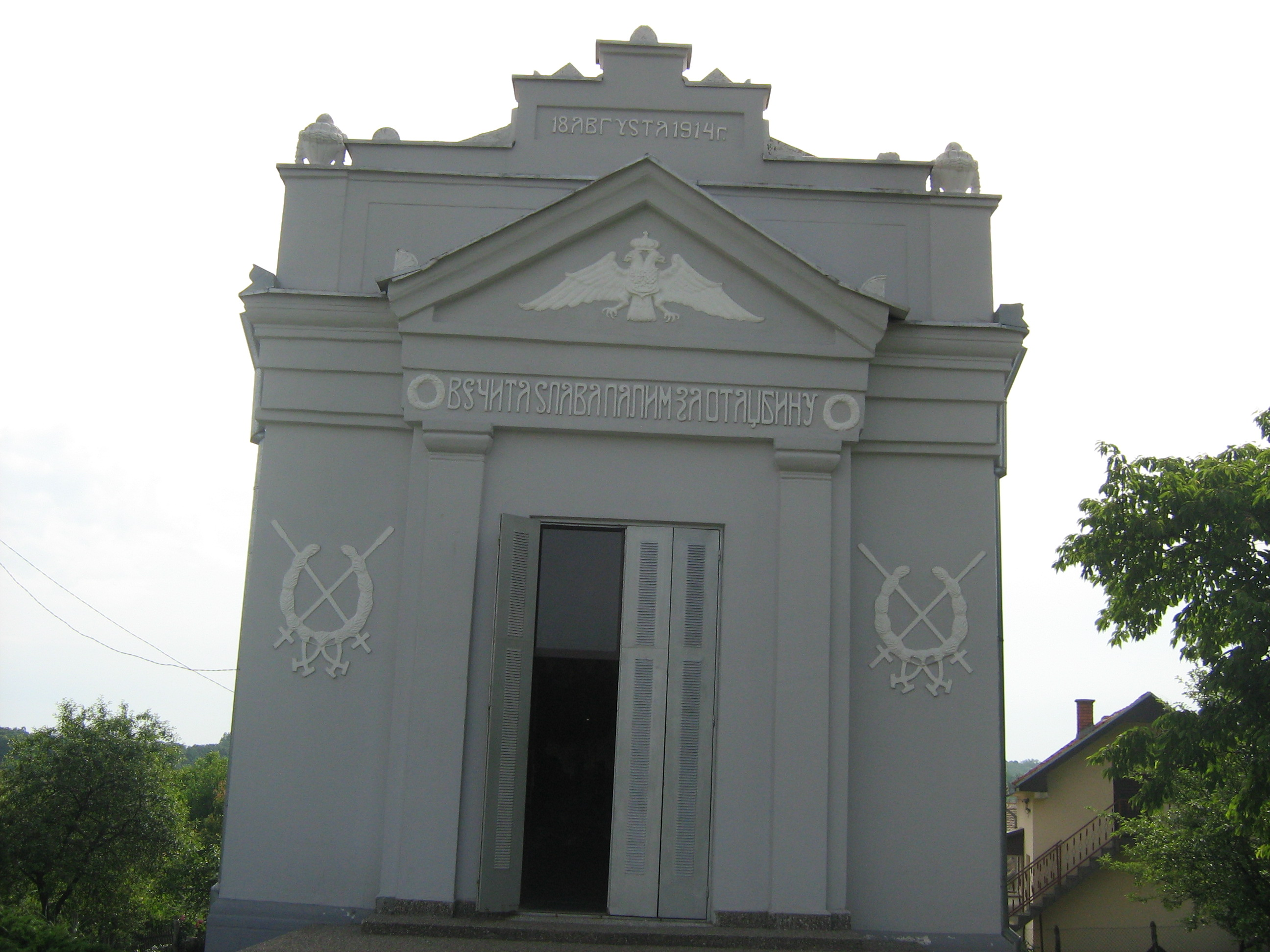
La chapelle commémorative du mont Cer

## Conservation
Des travaux de conservation ont été réalisés sur le site en 1964, 1989 et 2004–2005.